# Tempos de Paz
Tempos de Paz é um filme brasileiro de 2009, do gênero drama histórico, dirigido por Daniel Filho, com roteiro de Bosco Brasil baseado em sua peça teatral Novas Diretrizes em Tempos de Paz.

## Sinopse
A história se passa em 1945, quando o ator polonês Clausewitz, fugitivo do regime nazista, viaja ao Brasil buscando uma nova vida longe das lembranças da Segunda Guerra Mundial. Mas no desembarque o homem é barrado por Segismundo, interrogador alfandegário e ex-torturador do Estado Novo, que desconfia que o polonês seja nazista. Assim os dois fazem um trato no qual Clausewitz precisa fazer com que Segismundo chore com suas memórias da guerra ou então terá de deixar o país.

## Elenco
- Tony Ramos .... Segismundo
- Daniel Filho .... dr. Penna
- Dan Stulbach .... Clausewitz
- Ailton Graça .... Honório
- Louise Cardoso .... Clarissa
- Maria Maya .... enfermeira
- Felipe Martins .... Ratinho
- Bernardo Jablonski .... prof. Mesquita
- Anselmo Vasconcelos .... João
- Zezé d'Alice .... Florinda
- Marcos Flaksman .... padrinho
- Leonardo Thierry .... capitão do navio
- Ion Muresanu .... Romeno
- Breno de Filippo .... policial da Imigração
- Camila Lins .... criança húngara
- Liliane Mija .... passageira romena
- Atila Balazs Szemeredi .... passageiro húngaro
- Alexandre Bordalo .... Barbosa
- Carlos Henrique Case .... oficial 3
- Ewa Stulbach .... mulher ruiva
- Ricardo Marecos .... policial da Imigração
- Pablo Sanábio .... Osvaldo
- Nilvan Santos .... Castilho
- Iafa Britz .... migrante